# Булунгусу
Булунгусу — река в России, протекает в Чегемском районе Кабардино-Балкарской Республики. Длина реки составляет 10 км, площадь водосборного бассейна 43,8 км².
Начинается на северо-западном склоне хребта Коргашинлитау, течёт в северном направлении между горами Кору и Илапсар. Устье реки находится в 84 км по правому берегу реки Чегем на южной оконечности села Верхний Чегем на высоте 1565 метров над уровнем моря.
Основной приток — река Кору — впадает слева.
Название реки на тюркских языках означает «излучина реки».

## Данные водного реестра
По данным государственного водного реестра России относится к Западно-Каспийскому бассейновому округу, водохозяйственный участок реки — Баксан, без реки Черек. Речной бассейн реки — реки бассейна Каспийского моря междуречья Терека и Волги.
Код объекта в государственном водном реестре — 07020000712108200004819.